# پست کاباساکال (کوزان)
پست کاباساکال (به ترکی استانبولی: Postkabasakal) یک منطقهٔ مسکونی در ترکیه است که در قوزان (ترکیه) واقع شده‌است.